# Межин (Вармінсько-Мазурське воєводство)
Межин (пол. Mierzyn, нім. Petersdorf) — село в Польщі, у гміні Біскупець Новомейського повіту Вармінсько-Мазурського воєводства.
Населення — 149 осіб (2011).
У 1975-1998 роках село належало до Торунського воєводства.

## Демографія
Демографічна структура станом на 31 березня 2011 року:
|          | Загалом | Допрацездатний вік | Працездатний вік | Постпрацездатний вік |
| -------- | ------- | ------------------ | ---------------- | -------------------- |
| Чоловіки | 77      | 18                 | 51               | 8                    |
| Жінки    | 72      | 17                 | 43               | 12                   |
| Разом    | 149     | 35                 | 94               | 20                   |